# ادبیات ایتالیایی
ادبیات ایتالیایی در ابتدا مجموعه‌ای از غزل‌واره‌ها و اشعار عاشقانه و رزمی و بزمی بود که شاعران دوره‌گرد و نقالان برای مردم می‌خواندند یا همراه با چنگ و آواز آن‌ها را می‌خواندند و مردم ایتالیا بسی راغب به شنیدن این گونه ترانه‌ها و اشعار بودند.
نغمه سازان و داستان پردازان ایتالیائی گاه از واژه‌های فرانسوی در عبارات موزون خویش سود می‌جستند و همان‌طور که می‌دانیم در حدود قرن دوازدهم و سیزدهم میلادی هر یک از شهرها و نواحی ایتالیا دارای حکمرانی مستقل بود ازاینرو وحدتی در این سرزمین وجود نداشت و لهجه‌ها غالباً با هم تفاوت داشت با اینحال در زمان فردریک دوم زبان ایتالیائی در سیسیل، توسکانی مورد استعمال بود و شاعران و خوانندگانی که به ایتالیائی شعر می‌سرودند با شعر را همراه با آواز می‌خواندند، قافیه‌پردازان سیسیل و توسکانی نامیده شده بودند.
استاد و پیشوای این گونه شعر ایتالیائی شخصی به نام گوئیدو گوئینچلی Guido Guinceli که در سال ۱۲۵۴ میلادی درگذشته بود. وی از مردم بولونیا بود، در سرودن غزلهای پرشور عاشقانه، مهارتی به سزا داشت نفوذ اشعارش این شاعر بزرگ در پرورش فکری و شکوفائی استعداد دانته الیگری شاعر و نویسنده معروف ایتالیائی مؤثر بوده، سبب سرودن و نوشتن داستان کوتاه زندگی نو، سپس کمدی الهی گشته‌است. دانته شاعر و نویسنده نام‌آور ایتالیائی (۱۳۲۱–۱۲۵۶) بود.

## دانته

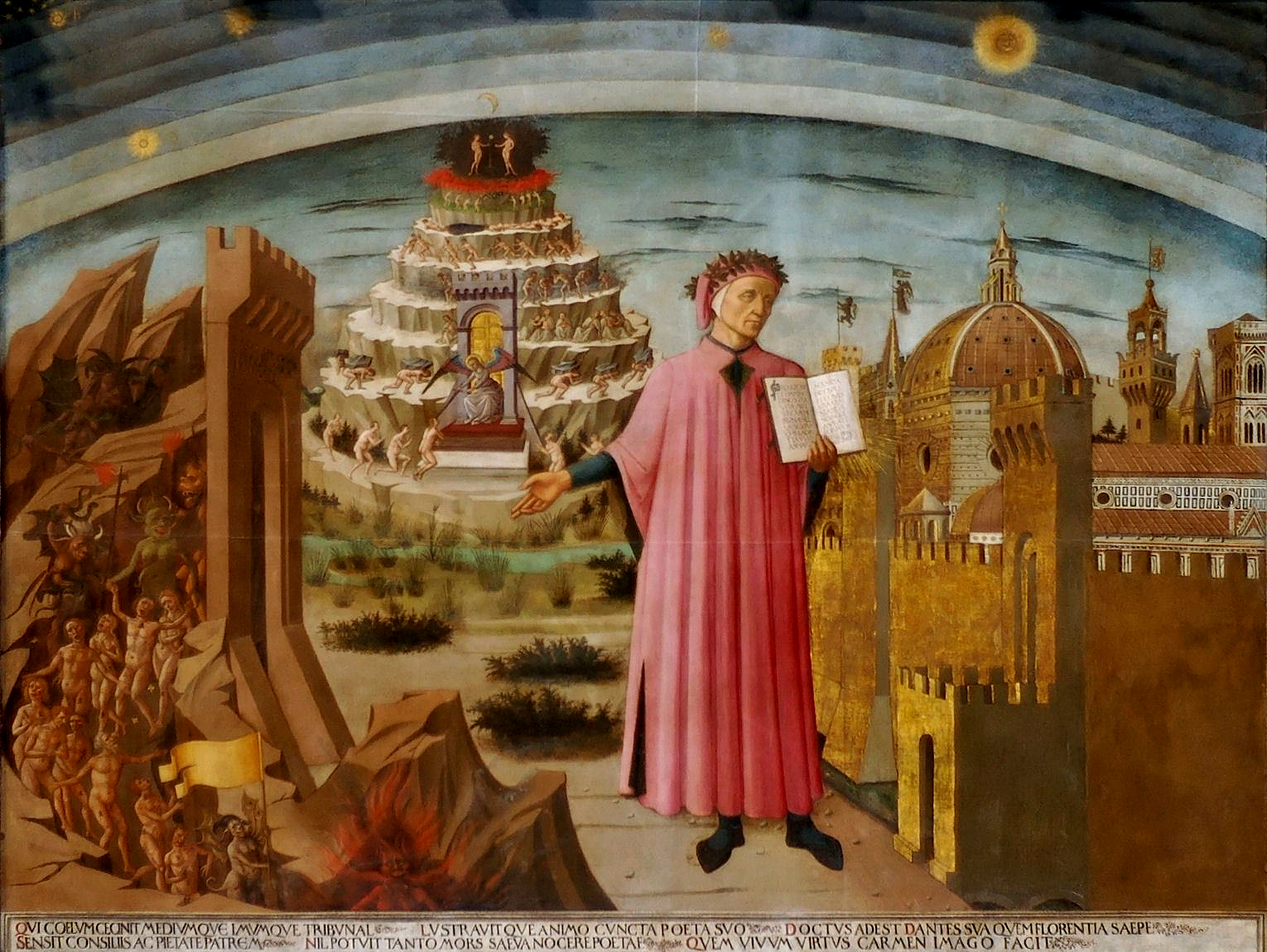
دیوارنگاره‌ای از دانته و شعر او درون گنبدی در کلیسای جامع فلورانس

انگیزه سرودن و نوشتن زندگی نو و کمدی الهی از طرف دانته به علت یک عشق آسمانی بود که به دختری بنام بئاتریس پورتی ناری است و این عشق از ده‌سالگی تا پایان عمر این شاعر را دربرگرفت و تا پس از مرگ بئاتریس هرگز زن نگرفت.
دانته حتی پس از مرگ دخترک نیز خاطر بئاتریس را از یاد نبرد تا اینکه شبی او را در خواب دید و تصمیم گرفت که به خاطر این خواب به نوشتن اثر پرارزش و جهانی خود کمدی الهی پردازد و در بسیاری از جاهای کتاب کمدی‌الهی بئاتریس همچون فروغی تابان و خورشیدی درخشان و مظهر تقوا و زیبائی و خیرمطلق است. کتاب کمدی‌الهی تصویر از قرون وسطی با اخلاق و رفتار و اختلافات و جنگها و چهره‌های نامی و تمدنهای قدیم است اما باید گفت در این کتاب عظیم صحنه‌های گویا از تاریخ، پیش چشم مجسم است.
از کمدی الهی دانته نمایشنامه‌ها و اپراهای بسیار اقتباس و استفاده شده‌است.
دانته علاوه بر نوشتن دو کتاب زندگی نو و کمدی الهی به تألیف کتابهائی دربارهٔ فلسفه و سیاست پرداخته بود. دو عنوان برجسته‌تر از سایر موضوعات به چشم می‌خورد یکی ایجاد یک زبان ادبی ایتالیائی دیگری که در یک رساله به زبان لاتین نوشته عنوان حکومت جهانی را برای نخستین بار بیان کرده و با دلیل و برهان به اثبات رسانید، که برای حفظ صلح و آزادی یک سازمان جهانی بایستی از ملل عالم تشکیل شود و این سازمان دارای یک محکمه بین‌المللی باشد و آنقدر قدرت داشته باشد که بتواند تصمیمات ملل عضور را به مرحله عمل و اجرا درآورد.
پترارک (۱۳۷۴–۱۴۰۴) از شاعران و نویسندگان ایتالیائی بود که شور و عشقی فراوان به سرزمین ایتالیا و مردم آن داشت دو اثر مهم از وی بجا مانده‌است که در ادبیات ایتالیا مقامی بس ارجمند دارد ۱- پیروزی‌ها ۲- آفریقا
این شاعر نویسنده به زبان لاتین نیز آثاری پدیدآورد.

## دکامرون
جووانی بوکاچو (۱۳۱۳–۱۳۷۵) از شاعران و نویسندگان معروف ایتالیائی بود که به ادبیات قدیم یونان و روم عشق می‌ورزید و کتب متعددی به لاتین نوشت دربارهٔ تاریخ و شرح حال مردان و زنان مشهور و دباره کوه‌ها و جنگلها و چشمه‌ها و دریاچه‌ها و رودها و غیره دو کتاب در باب افسانه‌های شبانی کتابی بنام آمتو Ameto و کتاب دکامرون (Decameron) مجموعه صد داستان است، نوشت.
در دکامرون زمینه داستان را گروهی مردان و زنان تشکیل می‌دهد که می‌خواهند از بلای طاعون سال ۱۳۴۸، فلورانس بگریزند و پناه بخانه‌ای ییلاقی می‌برند در آن خانه بافسانه‌گوئی می‌پردازند و چون خلق و خوی داستان‌گویان متفاوت است داستان‌ها دارای گیرائی و تنوع بسیار است و از مجموع آن‌ها اوصاف شاعرانه، عبرت آموز و غم‌انگیز اما لطیف و شاعرانه فراوان بچشم می‌خورد. چون نویسنده واقف به روح بشری و اشخاص داستان بوده، همه قهرمانهای آن زنده و پر از شور زندگی هستند حتی جانوران داستان‌های دکامرون.
این کتاب بعدها در ادبیات پاره‌ای کشورها از جمله انگلستان مورد اقتباس و تقلید قرار گرفت. نفوذ وی را می‌توان در برخی از آثار چاسر انگلستان لانگفلو آمریکایی و کیتس شاعر انگلیسی دید.
نهضت رنسانس در ایتالیا سبب عظمت یافتن زبان ایتالیائی گشت از جمله کسانی که به پیروی از دانته برای زبان ایتالیائی و رسمی و عمومی شده آن در سراسر ایتالیا تلاش کرد پی‌یتروبمبو Pietro Bembo شاعر مشهور این زمان ایتالیا بود. از آن به بعد فرهنگها و کتاب‌های صرف و نحو ایتالیائی تهیه و منتشر و فرهنگستان دلا کروسکا Della crusca در سال ۱۴۸۵ در فلورانس تأسیس گردید و رفته رفته از رونق لاتین کاسته و بهمان نسبت بر ترقی و عظمت و وسعت زبان ایتالیائی افزوده می‌شد.

## لودویکو آریوستو
لودویکو آریوستو Ludavico کتابی حاوی ماجراهای قهرمانی بنام اورلاندو دیوانه عرضه کرد که خیلی مورد توجه قرار گرفت.
تور کواتوتاسو Torquato tosso کتاب اورشلیم نجات یافته را سرود که شرح رهائی اورشلیم از چنگ مسلمانان (کفار) بسی مقبول طبع مردم ایتالیا قرار گرفت و با این منظومه و سایر کتب برغنای زبان ایتالیائی بیش از پیش افزوده شد.
کتاب‌ها و آثار ماکیاولی از قبیل شهریار عظیم در ایتالیا و سراسر جهان کسب کرده منتهی کتاب شهریار یک سرمشق گمراه کننده‌است که مورد توجه ستمگران و جباران روزگار قرار گرفته و لوئی شانزدهم، ناپلئون، هیلتر و جانورانی از این قبیل همواره نسخه‌ای از آن را با خود همراه داشتند و با خواندن آن سرمشق دوروئی و خیانت و جنایت نسبت به مردم را فرا گرفته و می‌گیرند.
کتاب درباری اثر کاستی لیونه در حقیقت راه و رسم آداب معاشرت را ذکر کرده و مدت‌ها مورد استفاده کسانی که می‌خواهند آداب‌دان باشند قرار گرفته بود.
چون ایتالیا زیر نفوذ اسپانیا قرار گرفت، گوئی چشمه ادبیات و دانش ایتالیا خشکید زیرا محاکم تفتیش عقاید هر عالم و ادیبی را در مظان تهمت می‌بافت از دم شمشیر خونخوار و بی‌رحم خود می‌گذرانید و مدت‌ها ایتالیا از داشتن شاعر و نویسنده دانشمند محروم بود تا اینکه رفته رفته دژخیمان آئین مسیح رو به ضعف نهادند و از نفوذ اسپانیا در ایتالیا کاسته شد.
یکی از جنایات ننگ‌آور طرفداران قشری آئین مسیح می‌توان به آتش سوزانیدن بروتو رادر فوریه ۱۶۰۰ میلادی ذکر کرد.
ایتالیا دوباره از قرن هجدهم جان تازه یافت و شاعران و نویسندگانی ظهور کردند که از جمله می‌توان ویتوریول آل‌فیری ۲ را که تراژدی منظم عالی سرود و در واقع مجموعه‌ای بزرگ از تراژدی‌های ایتالیا را تشکیل می‌دهد ذکر کرد.
در قرن نوزدهم و بیستم لئوپاردی و کاردوچی ظهور کردند و با خلق آثار پر ارزش ادبی خود شهرت و معروفیت فراوان در سراسر ایتالیا کسب کردند حتی کاردوجی به دریافت جایزه ادبی نوبلتوفیق یافت و برای اولین بار ایتالیا را صاحب این افتخار ساخت.
مانتسونی از نویسندگان قرن بیستم ایتالیاست که کتاب نامزد وی به اکثر زبانهای زنده دنیا ترجمه شده و سرمشق داستان‌نویسی تاریخی به‌شمار می‌رود.
گابریل دانونزیو از شاعران و نویسندگان مشهور ایتالیائی قرن بیستم است که در زمینه نمایشنامه‌نویسی و شاعری مرتبه‌ای بلند دارد و عیب بزرگ وی همکاری با فاشیست‌های ایتالیا بود. این اشعر نویسنده در سال ۱۹۳۸ درگذشت.

## پیر آندلو
پیر آندلو از نویسندگان معتبر و معروف ایتالیا بود که آثار فراوانی پدیدآورد و اغلب به زبانهای زنده دنیا ترجمه شده‌است و به دریافت جایزه نوبل نیز موفق شد.
برخی از آثارش مجموعه داستان کوتاه، نمایشنامه شش قهرمان در جستجوی یک نویسنده آنطور که مرا می‌خواهی
پیرآندو بین سال‌های (۱۹۳۶–۱۸۶۷) می‌زیست.

## سالواتوره کاسینودو
سالواتوره کاسینودو از شاعران ایتالیائی است (۱۹۰۱–۱۹۶۸) که در سیسیل به دنیا آمد، بعد از تحصیل رشته مهندسی ساختمان به سمت معاونت سر دبیر تمپو Tempo در سال‌های ۳۸ و ۴۰ خدمت کرد و از سال ۱۹۴۱ به عنوان استاد ادبیات ایتالیائی در یک هنرستان به تدریس پرداخت. بواسطه تمایلات و فعالیت‌های ضد فاشستی بامر مأموران موسولینی زندانی گردید.
در سال ۱۹۵۹ همراه با دیلن تامس Dylan Thomas شاعر و نویسنده معروف انگلیسی به دریافت جایزه ادبی نوبل توفیق یافت.
این شاعر توانا در زمینه نقد و ترجمه کارهای ادبی جالبی کرده بود از جمله برخی از آثار شکسپیر و ای. ایکامینگز شاعر آمریکایی را به زبان ایتالیائی ترجمه کرد.
ائوجنیو مونتاله Eugenio Montale